# Centro de Ensino Médio Ave Branca
O Centro de Ensino Médio Ave Branca (CEMAB) é uma instituição de ensino pública brasileira, com sede em Taguatinga, no Distrito Federal. Trata-se de uma das escolas mais tradicionais do Distrito Federal, não somente pelo tempo de existência, como também pelo papel histórico de luta por uma escola pública de qualidade que, desde então, desempenha no cenário educacional do Distrito Federal.

## Breve apresentação
O CEMAB atende, na atualidade (em 2019), aproximadamente a 2223 (dois mil duzentos e vinte e três ) estudantes no ensino médio regular, em três turnos. De acordo com uma pesquisa realizada no ano de 2008 pela Secretaria Escolar do CEMAB, a maioria de seus estudantes, principalmente do turno diurno, são oriundos de outras localidades próximas e até do entorno do Distrito Federal. Em setembro de 2008, por meio de aplicação de questionário sociocultural, constatou-se que a maioria dos estudantes da instituição é proveniente das localidades de Samambaia, Recanto das Emas, Riacho Fundo e Riacho Fundo II. Apenas uma minoria dos estudantes reside nas imediações da escola, em Taguatinga.
Assim, são setenta turmas de estudantes, aproximadamente duzentos profissionais da educação (entre professores, técnicos, agentes, orientadores etc.) e uma direção composta por membros eleitos pelos segmentos da escola com a missão de construir com estes uma gestão efetivamente compartilhada, portanto, democrática.

## História
O Centro Ensino Médio Ave Branca de Taguatinga (CEMAB), um dos mais tradicionais de Taguatinga, começou a funcionar no ano de 1961, com a denominação de Ginásio de Taguatinga. Iniciou suas atividades nas instalações da Escola Industrial de Taguatinga (EIT), em março daquele ano, com o curso ginasial diurno. O Ginásio passou a funcionar em prédio próprio somente em agosto daquele ano. A construção ainda não tinha sido concluída. 
O primeiro ato oficial a mencionar o Ginásio de Taguatinga foi a Resolução nº. 21-CD, de 05 de junho de 1961, que criou o cargo de diretor para o novo estabelecimento de ensino. O professor Roberto Araújo Lima foi o primeiro diretor designado para o novo estabelecimento.
O curso ginasial noturno só começou a funcionar em abril de 1962, quando, por insistentes apelos da comunidade escolar (de professores e estudantes), o antigo Departamento de Força e Luz (DFL) — atualmente Companhia Energética de Brasília (CEB) — regularizou as ligações elétricas da escola. Nessa época, a escola pública começava a obter credibilidade popular, já que as particulares, por tradição, na época, indicavam melhor ensino.
Em 1963, com o único dos cursos do antigo 2º ciclo, o ginásio passava a ser denominado extra-oficialmente Colégio de Taguatinga.
Somente em 1965, por meio da Resolução nº. 29-CD, de 15 de setembro, é que aparece o primeiro registro oficial dessa denominação. Tratava-se do ato de aprovação da indicação do Diretor do Colégio de Taguatinga. Este estabelecimento de ensino foi relacionado oficialmente como instituição pública de ensino em 14 de janeiro de 1966, no Decreto nº. 481-GDF, com o nome de Centro de Ensino Médio Ave Branca – Taguatinga.
Com o início do funcionamento do Curso de Formação de Professores (antigo Curso Normal) naquele Centro de Ensino, a Escola de Aplicação foi-lhe integrada, mantendo-se, no entanto, distintas as respectivas direções, em cumprimento do que dispunha o Regimento Interno da FEDF da época (Resolução nº. 33-CD, de 10/12/1971). Nesse regimento, constou a denominação Centro de Ensino Médio Ave Branca – CEMAB.
A Resolução nº. 95-CD, de 21/10/1976, em seu Anexo III - Extinção, excluiu a Escola de Aplicação do CEMAB, embora, tenha sido de fato incorporada ao Colégio de Taguatinga Sul (CTS), por sua fusão com o Curso de Formação de Professores, já anteriormente transferido para o CTS.
A alteração da denominação de Centro de Ensino Médio Ave Branca para Centro Educacional Ave Branca (CEAB) ocorreu por meio da Resolução nº. 95-CD, de 1976.  Em 2000, no entanto, a escola volta a se denominar Centro de Ensino Médio  Ave Branca (CEMAB).

## Política
A história do CEMAB sempre esteve intimamente vinculada à vida política não só de Taguatinga, da qual faz parte, mas inclusive do Distrito Federal como um todo e do Brasil, visto que está localizado na unidade da Federação que abriga a capital da República. Exemplo disto foi o histórico papel desempenhado pelos seus movimentos estudantis e trabalhistas da escola desde a sua fundação, passando pelos turbulentos períodos da história recente brasileira, aos dias atuais, principalmente pela importante participação dos seus sujeitos na construção da democracia deste país.
Dos momentos mais importantes na história da vida política do CEMAB, cita-se a invasão em 1984 do então Centro de Ensino Ave Branca pelos militares da Polícia Militar do Distrito Federal, então subordinada pelo General Newton Cruz, episódio este que culminou em fato político de repercussão nacional, como relata o colunista Ricardo Kotscho em uma de suas crônicas sobre o movimento pelas “Diretas Já”, sobre o episódio da derrota da Emenda Dante de Oliveira, em abril daquele ano:

(...) Para que a humilhação fosse completa, os "Nini" (como era conhecido na época o general Newton Cruz) e seus braços políticos não tinham limites. Na mesma noite em que o Congresso se preparava para decidir sobre os destinos do povo brasileiro, a PM de Brasília, subordinada ao general Newton Cruz para executar as medidas de emergência, invadia uma escola na cidade de Taguatinga, o Centro Educacional Ave Branca.
Alguns alunos haviam vaiado duas viaturas da PM, gritando refrões pelas diretas. Foi o que bastou para que 60 homens da tropa de choque avançassem sobre professores e estudantes, empunhando cassetetes de madeira, chutando e batendo. Outra vitória das tropas de emergência: vários feridos, dois estudantes presos, mulheres grávidas desmaiadas.
O inimigo, quer dizer, o povo, não desistia. Ainda se ouviam buzinas tocando quando o dia amanheceu em Brasília, como a anunciar que uma derrota não significa silêncio.

Fato memorável proporcionado pelo movimento estudantil do então CEAB foi o início da luta pelo passe-livre aos estudantes, em 1990, em razão de manifestação em resposta à represália do governo de Joaquim Roriz, que aumentou o valor das passagens de ônibus em vez de reduzi-las a zero aos estudantes, na época.
A manifestação, iniciada pelo Grêmio Estudantil do CEAB (GEAB) e apoiada por vários estudantes de diversos estudantes de escolas de Taguatinga — como EIT, CETN, CETS e Centrão —, além de Ceilândia e de Brasília, tomou as ruas da Avenida Comercial e Samdu e culminou com a violenta intervenção da PM, com dezenas de estudantes feridos e um ônibus tombado em frente ao Centro de Ensino Taguatinga Norte (CETN).
Este fato tomou rápida repercussão na cena política do Distrito Federal e ilustrou quase todo um caderno do Correio Braziliense da época, exaltando a luta daquele movimento e a ação do Grêmio Estudantil do CEMAB como exemplares para os demais estudantes.

## 50 Anos do CEMAB
Em 2011, O CEMAB completou 50 anos de sua criação. Com as comemorações, resgataram-se também os primeiros registros oficiais de sua história, assim como evidenciou-se a sua evolução como instituição educacional. Naturalmente, evidenciaram-se, também, os seus problemas históricos, por tratar-se de uma escola pública, sujeita às intempéries de administrações políticas.
Dentre seus maiores desafios, apontados nos encontros comemorativos do seu cinquentenário, há o consenso de tornar o CEMAB ainda mais consciente de seu passado e de sua identidade, para a construção de uma educação verdadeiramente emancipatória e livre.